# 钩钤一和钩钤二
钩钤（天蝎座ω，ω Sco）是天蝎座的一颗恒星，视星等为+3.97，距离地球约424光年。